# لایفسل
لایفسل (انگلیسی: Lifecell) شرکت مخابرات اوکراینی است، که در سالر۲۰۰۵ تأسیس شد.